# Národní parky v Bělorusku
V Bělorusku se nacházejí 4 národní parky o celkové rozloze přes 3 300 km².
| Národní park            | Oblast                                            | Rozloha      | Založení | Obrázek                        |
| ----------------------- | ------------------------------------------------- | ------------ | -------- | ------------------------------ |
| Bělověžský prales       | Brestská oblast, Hrodenská oblast                 | 873,63 km2   | 1991     | Bělověžský národní park        |
| Braslavská jezera       | Vitebská oblast                                   | 691,15 km2   | 1995     | Národní park Braslavská jezera |
| Pripjaťský národní park | Homelská oblast                                   | 858,41 km2   | 1996     | Řeka Pripjať v NP              |
| Naračanský národní park | Hrodenská oblast, Minská oblast a Vitebská oblast | 1 178,00 km2 | 1999     | Jezero Narač v Naračském NP    |